# Mitos y leyendas cundiboyacenses
Los  mitos y leyendas creados en las regiones de  Boyacá y Cundinamarca, en Colombia nacen a partir de la creencia de sus habitantes sobre dioses antiguos muiscas tales como Chiminichagua, Bachue, Ramiriquí, Nencatacoa, Coranchacha, Bochica, Chibhacum, Cuchavira, Chia, Sogamoso y Súa.
Existen varias deidades las cuales han influenciado desde hace décadas a personas, generación tras generación se han encargado de inculcar en sus hijos y nietos las historias que rondan por estas áreas de Boyacá y Cundinamarca.

## Origen
Desde que existen las creencias politeístas sobre la civilización muisca en las áreas regionales cundiboyacenses de Colombia se han creado mitos y leyendas fantásticos, escalofriantes y enigmáticos sobre criaturas y seres que habitan o habitaron alguna vez estos lugares. Estas historias nacen a partir de la conquista española en el siglo XVI, la mayoría de leyendas se refieren a caciques que lucharon para defender su territorio, Tundama el indomable, Sugamuxi, Aquimín el último zaque Muisca, la leyenda del gran Lupachoque y Ocavita, y muchos más.

Otros mitos y leyendas indígenas nacidos en esta región son por las aventuras amorosas que tuvieron los españoles y las indígenas. Un ejemplo es el comandante Pacachique y Azay, la cacica Anachué  y el capitán español y la india Furatena, el amor de Tisquesusa. También es importante resaltar que muchas de las leyendas cundiboyacenses fueron creadas a partir de los tesoros escondidos en muchas de los lugares donde habitaban los indígenas, lugares como Guatavita, Zipa, la campana del diablo, etc.

## Leyendas de Cundinamarca

### “El dorado” en la laguna de Guatavita
La leyenda nace a partir del casamiento entre el cacique de Guatavita y una bella mujer de una tribu cercana, en el cual tuvieron una hija, pero la historia de amor se fue derrumbando debido a que el cacique contaba con varias tareas en su mandato y también le era infiel a su esposa. Sin planearlo la cacica se enamoró de uno de los sirvientes de su esposo, se veían a escondidas y disfrutaban de la compañía del otro, el cacique al darse cuenta ordenó capturar al hombre, asesinarlo y sacarle el corazón. Después hubo una fiesta celebrada por el cacique, su esposa sin saber aun de su nuevo amor decidió ser partícipe de este festejo, cuando llegó la hora de la cena, cerca del plato de la cacica sirvieron un pedazo cercenado de aquel guerrero, horrorizada por lo que sus ojos veían, la mujer salió corriendo con su hija en brazos hacia la laguna, hundiéndose en ella, el cacique al darse cuenta de lo ocurrido quiso ir detrás de ella pero ya era muy tarde, algunos de sus sirvientes que nadaron hasta el fondo de la laguna le dijeron que su mujer se había desposado con una serpiente, viviendo en una especie de mansión subacuática, le dijeron que su hija ya no tenía ojos así que no quiso rescatarla, el cacique prometió a su mujer llevarle ofrendas de oro en forma de perdón por no haberle brindado la felicidad que se merecía; desde ese momento los indígenas crearon una deidad a partir de la leyenda, muchos le oraban y llevaban oro para agradecer, la última vez que se le vio al cacique fue durante un rito religioso en el cual cubrió todo su cuerpo con oro, se subió a una balsa con montones de esmeraldas y piedras preciosas, mientras la gente danzaba, cantaban himnos religiosos y oraban, una vez el cacique llegó al centro de la laguna tiró las ofrendas y se sumergió en ella, encontrándose en las profundidades con su esposa y permaneciendo allí para la eternidad. 
era correspondido por culpa de Rodrigo, así que Díaz lo hizo empleado de su hacienda, en uno de sus mandados en los cuales había oro, Díaz mando a cambiar el oro por hierro haciendo pasar a Peñalver por ladrón, fue acusado y condenado, para poder liberar a Rodrigo, Elvira se ofreció a Juan como mujer prometiéndole cumplir lo que él quisiera si dejaba libre a su verdadero amor. En una fiesta realizada un Viernes Santo por Díaz en su gran mansión celebrando su unión con Elvira, las personas del pueblo sentían que ofendía el día más sagrado de la Semana Santa así que comenzaron a tirar piedras a su casa, los empleados de Díaz escondieron a Peñalver en la mansión junto a Elvira, cuando Don Hernán se percató de lo sucedido le dijo a Díaz “Malditas sean tus riquezas” y Juan le respondió “Ni Dios puede quitármelas” después de estas palabras se desató una fuerte tormenta provocando inundaciones y tragedias en el pueblo de Tocaima. Hoy en día existen tan solo unos pocos objetos de la mansión de Juan Díaz algunos repartidos en iglesias de Bogotá.

### El Diablo en el puente del común
La leyenda trata sobre un puente construido por satanás y sus ayudantes del infierno  entre Bogotá y Zipaquirá, se dice que el hombre encargado de la obra llamado Florentino quería realizar el proyecto pero no contaba con el dinero suficiente y el gobierno no se lo podía brindar, así que contacto al diablo y le pidió que si terminaba el puente en una noche él le daba su alma, así que satanás accedió, saco a la mayoría de sus diablos del infierno y los puso a trabajar en el puente, satanás le dijo a Florentino que una vez cantara el gallo en la mañana y si el puente estaba terminado se llevaría su alma, Florentino aceptó, mientras los diablos trabajaban y satanás los vigilaba Florentino estaba escondido detrás de un arbusto con un sacerdote que había llamado, cuando ya faltaba la última piedra por colocar el diablo cantaba victoria, pero no se percató de que florentino de la nada salto del arbusto con el padre y este bendiciendo con agua bendita el puente, Satanás conmocionado  se fue de picada hacia el río con sus diablos y en forma de venganza lanzó su pata tratando de destruir el puente pero por las bendiciones hechas por el padre esta solo logró quedar estampada en una piedra.

## Leyendas de Boyacá

### El perro negro
Es un demonio que habita por las calles y veredas de Boyacá y Cundinamarca, aparece en caminos y parajes solitarios, sobre todo en las noches oscuras, su tamaño es de aproximadamente 2,5m a 3m; Es de pelaje negro, tiene colmillos grandes y filosos, de su cuello cuelgan unas cadenas estruendosa boca y sus ojos, sangrados a las personas que se encuentra las asesina de impacto o los descuartiza o hacen que pierdan el conocimiento. En las noches oscuras se le escucha aullar como si fuera un alma en pena.

### Goranchacha hijo del sol y profeta chibcha
se le reconocía como el hijo del sol y predicador religioso; decidió gobernar Ramiriquí convirtiéndola en Hunza, pero se volvió un dictador, castigaba hasta por las cosas más pequeñas, hacía que las personas veneraran al sol en los templos que mando a construir en el pueblo. Se dice que desapareció cuando les dijo a sus súbditos que iban a llegar al pueblo personas fuertes y crueles y que él no quería ser testigo del sufrimiento de ellos, así que simplemente se desvaneció entre el cercado y nunca más se le volvió a ver.

### El Tunjo
Se dice que es un hijo huérfano de Dios, pero en realidad es un hijo del mal, un espanto, un espíritu burlón. El mito cuenta que se trata de un bebe de aproximadamente 1 año, con dientes filosos y ojos color rojo el cual habita entre caminos, carreteras y veredas de Cundinamarca y Boyacá, se aparece en forma de estatuilla de oro a los caminantes que son codiciosos, cuando lo recogen desaparece burlándose de ellos, también se presenta en forma de recién nacido, cuando la persona que lo encuentra lo alza este comienza a reírse fuertemente, si esta persona no lo alimenta provoca inundaciones y tormentas hasta que el mismo las detenga, si la persona se quiere deshacer del tunjo puede bautizarlo con la señal de la cruz y este volverá a ser de oro.

### Tomagata, el cacique rabón
El cacique rabón nace en el pueblo de Tunja, era un descendiente de los muiscas, su apariencia física lo exponía como forma de burla debido a que tenía una cola de león, cuatro orejas y un solo ojo, a los habitantes de la zona no les causaba miedo sino burla, lo cual lo hacía sentir vulnerable y solo, a pesar de que gobernaba el territorio no se sentía lo suficientemente importante para ser respetado. Tomagata era estéril lo cual hizo más difícil que consiguiera una mujer que lo amara, trataba de conquistar varias indias bellas pero ellas al notar su apariencia física lo despreciaban; Por tantas burlas hechas hacia Tomaga los dioses decidieron darle el don de poder convertir a hombres en bestias y a los sirvientes los convertía en animales, por eso la gente de Hunza no se atrevía ni a mirarlo al ojo. Vivió más de cien años en celibato siendo cacicato de Tunja. 